# Valeriana stracheyi
Valeriana stracheyi är en kaprifolväxtart som beskrevs av Charles Baron Clarke. Valeriana stracheyi ingår i släktet vänderötter, och familjen kaprifolväxter. Inga underarter finns listade i Catalogue of Life.